# Dobrovlje (Braslovče, Slovenija)
Dobrovlje je naselje u slovenskoj Općini Braslovči. Dobrovlje se nalazi u pokrajini Štajerskoj i statističkoj regiji Savinjskoj. 

## Stanovništvo
Prema popisu stanovništva iz 2002. godine naselje je imalo 157 stanovnika.